# حزب الأقاليم
حزب الأقاليم (بالإنجليزية: Party of Regions)‏ هو حزب سياسي أوكراني انشئ في 26 أكتوبر 1997 قبيل الانتخابات البرلمانية الأوكرانية عام 1998 تحت اسم حزب النهضة الإقليمي الأوكرانى.